# Lurbe-Saint-Christau
Lurbe-Saint-Christau là một xã của tỉnh Pyrénées-Atlantiques, thuộc vùng Nouvelle-Aquitaine, tây nam nước Pháp.